# Ratgar
Ratgar (auch Ratger, Raitger, latinisiert Ratgarius); † 835 war von 802 bis 817 dritter Abt des Klosters Fulda.

## Leben und Wirken
Mit ihm gelangte die karolingische Renaissance in Fulda zu voller Entfaltung. In seiner Amtszeit wurde die nach ihm benannte, aber schon unter seinem Vorgänger Baugulf begonnene Ratgar-Basilika durch Anfügung eines gewaltigen Querhauses mit Westapsis über dem Grab des heiligen Bonifatius zur größten Kirche nördlich der Alpen ausgebaut. Ihre Weihe erfolgte jedoch erst 819 nach Ratgars Absetzung unter seinem Nachfolger Eigil.
Auf dem Bischofsberg ersetzte er 809 die hölzerne Kapelle durch eine steinerne Kirche, das spätere Kloster Frauenberg.
Ebenso ließ Ratgar von Fulda 811 eine erste Kirche an der Stelle der späteren Propstei Johannesberg errichten.
Begabte Mönche wie die späteren Äbte Hrabanus Maurus und Hatto sowie Brun Candidus und Reccheo Modestus sandte er zu den herausragendsten Lehrern wie Alkuin, Einhart und dem irischen Grammatiker Clemens.
806 kam es zu einer ersten Krise. Eine Epidemie und die Flucht jüngerer Mönche standen vermutlich in einem Zusammenhang, doch wurden auch Beschwerden über die Strenge des Lehrers laut, womit Ratgar persönlich gemeint sein könnte. 809 ermittelte im Auftrag Karls des Großen eine Kommission unter Leitung des Mainzer Erzbischofs Richulf und stiftete einen brüchigen Frieden. In dieser Zeit gelang ihm im Vertrag von Retzbach (27. März 815) ein Vergleich mit dem Bistum Würzburg im Streit um die Erhebung des Kirchenzehnten in den auf dem Gebiet der Würzburger Diözese liegenden Fuldaer Besitzungen.
Bereits 812 und erneut 816 kam es zu offener Rebellion gegen den Abt, an deren Spitze sein Nachfolger Eigil erscheint. Eine Gruppe von Mönchen verließ unter Protest das Kloster, kehrte aber nach einiger Zeit wieder zurück.
Die Beschwerdeschrift des Fuldaer Konvents gegen den eigenen Abt, der sogenannte Supplex Libellus, ist erhalten. Er belegt Einzelmaßnahmen des Abtes wie Eingriffe in die Liturgie, Verlegung arbeitsunfähiger Mönche in die Außenstellen des Klosters, Einschränkung der Studien, Aufnahme neuer Brüder unter wirtschaftlichen Kriterien und Herabsetzung der Versorgung der Mönche sowie der Aufwendungen für die Armenpflege und Gastfreundschaft, die zugunsten des ehrgeizige Bauprogramms durchgesetzt wurden und zur Überstrapazierung des Konvents führten. Vor allem zeigt sich aber, dass für die Rebellion die kompromisslose Härte und mangelnde Kommunikationsbereitschaft Abt Ratgars eine Rolle spielte. Daher wurde er 817 von Kaiser Ludwig dem Frommen trotz seiner Berufung auf die Aachener Reformsynode von 816, mit der die Klosterreform Benedikts von Aniane durchgesetzt werden sollte, abgesetzt und verbannt. Das Kloster leiteten kommissarisch zwei Missi (Gesandte) Kaiser Ludwigs des Frommen, die Mönche Aaron und Adalfrid aus dem Umkreis Benedikts von Aniane. Später wurde Ratgar auf Initiative seines Nachfolgers Eigil begnadigt und kehrt auf den Frauenberg zurück, wo er noch bis 835 lebt und in Anerkennung seiner in der Wahrnehmung aus zeitlichem Abstand wieder deutlicher hervortretenden Verdienste ehrenvoll im äbtlichen Ornat bestattet wird, wie aus Berichten über die Plünderung des Grabes während des Bauernkrieges hervorgeht. Seine Vita, die noch in den Fuldaer Handschriftenverzeichnissen aufgeführt ist, ging bei der Zerstörung der Fuldaer Bibliothek im Dreißigjährigen Krieg verloren. Ihre insgesamt positive Tendenz bezeugen die Fuldaer Gesta abbatum (um 900). Ein wesentlich kritischeres Bild von Ratgar zeichnet hingegen Brun Candidus in der um 840 entstandenen Vita von dessen Nachfolger Eigil. Hier erscheint Ratgar geradezu als Inbegriff eines schlechten Abtes, als warnendes Schreckbild in den Beratungen über die Wahl seines Nachfolgers und als Abt in Gestalt eines Einhorns (Illustration zu Buch II c. 4), d. h. als Verfolger des guten Hirten Jesus (vgl. Psalm 21), und damit als Pervertierung dessen, was ein Abt sein sollte, nämlich ein Hüter der ihm anvertrauten Herde.